# Modó

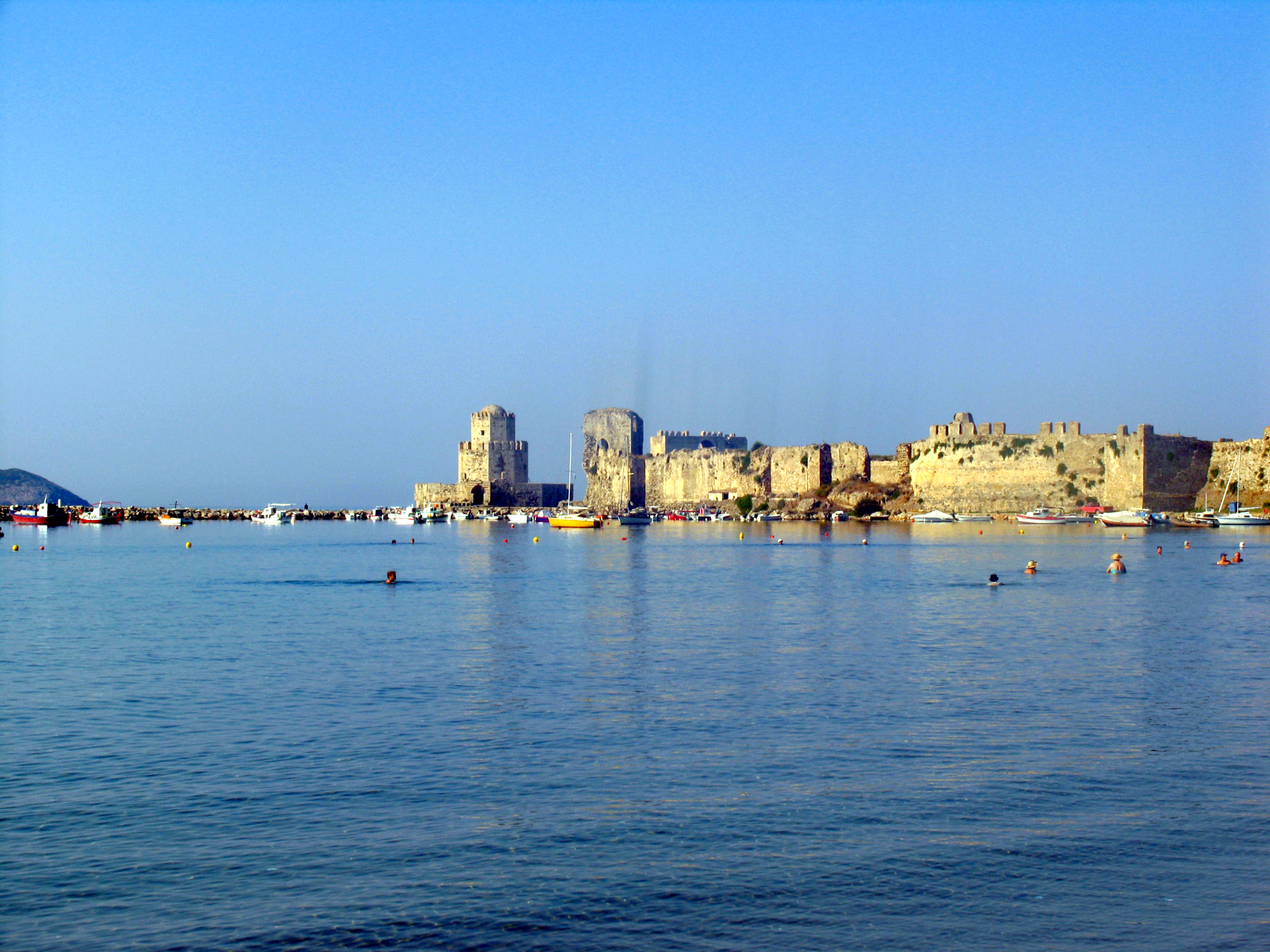
Fortalesa veneciana i otomana del port de Modona

Modó (del venecià Modon; en grec: Μεθώνη: Methône segons la pronúncia clàssica i Methóni segons la moderna), coneguda també com a Modona (d'una variant grega Μοθώνη, ja esmentada per Pausànies) és una ciutat de l'extrem sud-oest de Messènia, al Peloponnès, amb un excel·lent port enfront l'illa de Sapienza, de l'arxipèlag de les Enusses. Avui dia té prop de 3.000 habitants.

## Història

### Antiguitat
Metone s'ha identificat amb l'homèrica Pèdasos, una de les set ciutats que Agamèmnon ofereix a Aquil·les. L'heroïna epònima Motone és considerada filla d'Eneu, l'home del vi.
Sota el nom de Metone, apareix per primera vegada esmentada en les guerres messèniques. En la Segona Guerra messènica, Metone i Pilos eren les soles ciutats que els messenis encara dominaven quan es van retirar a la fortalesa del Mont Ira. Al final de la guerra, els espartans la van cedir als habitants de Nàuplia, que havien estat expulsats de la seva ciutat per Argos. El 431 aC, fou atacada pels atenencs, però Bràsides els va rebutjar. El 371 aC, quan es va restablir la independència de Messènia, els habitants de la ciutat, tot i no ser messenis, van poder restar-hi.
Fou atacada per pirates il·liris al segle ii aC. Una mica abans de la batalla d'Àccium, la ciutat, que havia estat fortificada per Marc Antoni, la va ocupar Agripa després d'un setge. Allí va trobar el deposat rei Bogud II de Mauritània, al qual va fer matar. Trajà la va reconèixer com a ciutat lliure.

### Edat mitjana
Va romandre en poder de l'Imperi Romà d'Orient. Els romans d'Orient la van fortificar al segle vii. La van conservar fins al 1124, quan s'hi van establir els venecians, però jurídicament va restar en mans romanes d'Orient fins que la possessió va ser reconeguda pel tractat de Sapienza als venecians el 1209 per l'Imperi Llatí i per La ciutat es va utilitzar com a base naval i centre de trànsit pels pelegrins a Terra Santa, negoci que va quedar en mans de l'estat venecià el 1227. Fou una època daurada en què la població va augmentar, especialment al segle xv, quan va rebre molts refugiats d'altres llocs del Peloponnès amenaçats pels turcs.

### Edat Moderna
El 1500, durant la Guerra Turcoveneciana (1499-1503) fou assetjada i ocupada per l'Imperi Otomà després de vint-i-vuit dies de lluita (9 d'agost de 1500). El 1531, la van ocupar temporalment els cavallers de Sant Joan, que se'n van emportar 1.600 presoners. El 1667-1668 la va visitar Evliya Çelebi, que en fa una descripció. Els turcs, sota els quals portava el nom de Mora, la van conservar fins que Francesco Morosini la va recuperar el 1686 per als venecians, als quals fou confirmada pel tractat de Karlowitz, però en aquest temps s'havia despoblat en gran part. Els venecians l'anomenaven «els ulls de Venècia».
El 1715, va tornar als otomans per conquesta del gran visir Silahdar Damat Ali Pasha (que va ocupar en poc de temps tota la península). Els venecians es van retirar de les fortaleses de Neocastro i Coró i es van concentrar a Modó (estiu de 1715), però la ciutat, assetjada per terra i mar, es va rendir després d'una curta resistència; es va ordenar una massacre general de cristians i molts habitants es van fer musulmans per salvar la vida i els béns. La pau de Passarowitz del 1718 la va atribuir a l'Imperi Otomà. En endavant, fou un centre de comerç amb el nord d'Àfrica. En la Guerra russoturca de 1768-1774, el general rus Dolgorukov la va assetjar (1769) durant uns mesos; els assetjats van rebre ajut dels albanesos i turcs de l'interior de la península (maig de 1769) i, en la batalla que es va lliurar poc després, els russos van patir fortes baixes i van haver d'abandonar l'artilleria situada a la vora de la ciutat, i es retiraren cap a Neocastro, d'on van sortir amb la resta de l'exèrcit i alguns notables grecs.

### Edat Contemporània
Els otomans van conservar la ciutat fins a 1828; vers 1820, tenia uns 400 o 500 individus en edat de combatre; a la rodalia de la ciutat, vivien els grecs i a la ciutat mateixa els turcs, però les terres eren també propietat dels turcs en gran part. En la Guerra de la Independència grega (1821-1827), els atacs grecs van fallir: el maig del 1821, fou assetjada (junt amb Coró i Neocastro) per una força manada pel patriarca ortodox de Modó i altres notables, i el 18 de maig van arribar vaixells grecs i hi va haver diversos enfrontaments; Modó fou aprovisionada pels vaixells otomans el juliol, però Neocastro no va poder ser abastida i van haver de capitular tot i un desesperat intent otomà el 8 d'agost; els grecs van ocupar la fortalesa, però davant de la manca d'èxit a Modó van aixecar el setge un temps després. Amb el suport de la flota turca, va resistir altres atacs menys importants. Fou la principal base d'Ibrahim Paixà d'Egipte, que hi va arribar el 24 de febrer de 1825, fins que finalment la va perdre davant els francesos, manats pel general Maison, el 8 d'octubre de 1828. Va restar en poder dels francesos fins al 1833, en què la van evacuar i la van cedir a Grècia.